# Kayla Canett
Kayla Canett (/kəˈnɛt/; 29 de abril de 1998) é uma jogadora de rugby sevens estadunidense.

## Carreira
Canett estudou na Fallbrook High School e na Pennsylvania State University. Ela começou sua carreira no rúgbi em seu primeiro ano do ensino médio em 2013. Anteriormente, ela jogou basquete e futebol. Ela está se formando em Cinesiologia na Penn State.
Ela jogou rúgbi universitário na Penn State University como scrumhalf e flyhalf. Em 2017, Canett ajudou seu time a vencer seu décimo segundo Campeonato Nacional da Divisão I após derrotar a Lindenwood University, por 28 a 25. Este não foi apenas o décimo segundo campeonato geral do Nittany Lions, mas também o sexto consecutivo. Canett fez sua estreia no sevens no Dubai Women's Sevens de 2016. Ela competiu nos Jogos Pan-Americanos de 2019. Canett foi selecionada para o time de sevens dos EUA e fez sua estreia olímpica nas Olimpíadas de Verão de 2020 em Tóquio, Japão. Depois de serem eliminadas por 21 a 12 pela Grã-Bretanha nas quartas de final, Canett e as Eagles terminaram os jogos em sexto lugar.
Canett foi nomeada para a equipe feminina de sevens dos Estados Unidos para as Olimpíadas de Verão de 2024 em Paris. Seu time derrotou a Austrália na disputa pela medalha de bronze e ganhou a primeira medalha olímpica dos EUA em sevens.